# Vùng Liên minh châu Âu cấp 1 ở Vương quốc Liên hiệp Anh
Vùng Liên minh châu Âu cấp 1 ở Anh Quốc là vùng thống kê cấp 1 của Liên minh châu Âu ở Anh Quốc. Mã địa lý NUTS (Nomenclature of Territorial Units for Statistics) cho Vương quốc Anh là UK và có 12 vùng cấp 1. Là một nước thuộc Vương quốc Anh, Anh Quốc có 9 vùng như vậy.

## Danh sách các vùng
Vùng thống kê NUTS-1 tương ứng với các vùng của Anh được sử dụng bởi Cơ quan thống kê quốc gia Anh, mặc dù việc đặt tên hơi khác chút.
- UKC. North East England
- UKD. North West England
- UKE. Yorkshire và Humber
- UKF. East Midlands
- UKG. West Midlands
- UKH. East of England
- UKI. Greater London
- UKJ. South East England
- UKK. South West England

Greater London có một thị trưởng và hội đồng London được bầu trực tiếp. Tám vùng khác có Ban lãnh đạo chính quyền địa phương, trong đó có một vai trò trong việc phối hợp chính quyền địa phương trên một cấp độ vùng, với các thành viên được chính quyền địa phương chỉ định. Các hội đồng này thay thế hội đồng vùng được gián tiếp bầu ra.